# Climategate
Climategate è la denominazione assegnata dai media alla controversia sulle e-mail hackerate della Climate Research Unit, ed è iniziata nel novembre 2009 con la pubblicazione illegale di documenti della Climatic Research Unit (CRU) dell'Università dell'Anglia Orientale, a Norwich, nel Regno Unito e si riferisce a presunte manipolazioni di dati, scorrettezze e violazioni della legge britannica sulla libertà di informazione (Freedom of Information Act) e sull'accesso ai dati di enti pubblici, commesse dai alcuni ricercatori per attribuire un maggior peso alle attività umane negli attuali cambiamenti climatici.

## Descrizione

### Cronologia
La vicenda risale al furto dal server usato dalla CRU di 160 MB di dati. Il 17 novembre, un mese prima del vertice mondiale sui cambiamenti climatici a Copenaghen, un hacker cercò di caricarli sul server del sito Real Climate, il 19 novembre vennero caricati su un server di Tomsk, in Russia, prima di essere copiati su vari siti internet. Contenevano 1.073 mail, 3.587 documenti, dati grezzi e codici sorgente di ricercatori della CRU e dei loro corrispondenti, alcuni dei quali erano fra gli autori dei rapporti del Gruppo intergovernativo sul cambiamento climatico (IPCC).
Secondo un conteggio del Guardian, circa mille delle mail sono state inviate o ricevute da tre membri della CRU, il suo direttore Phil Jones, il dendrocronologo Keith Briffa e il ricercatore Tim Osborn, specializzato in modelli climatici, e da Mike Hulme, il direttore del Tyndall Centre for Climate Change Research. I contenuti riguardano principalmente discussioni sui dati o la preparazione di articoli e interventi a conferenze, perciò l'hacker li avrebbe filtrati usando parole chiave come "anelli degli alberi" e "Phil Jones", termini che ricorrono anche nei documenti. In seguito alle polemiche, i ricercatori più citati ricevettero mail di insulti e minacce di morte.

### La controversia
Le polemiche da parte dei blog e altri media contrari ai limiti delle emissioni di gas serra per ridurre i rischi dei cambiamenti climatici hanno riguardato poche mail. Più spesso, si trattava di frasi estratte dal loro contesto, per esempio l'affermazione di Kevin Trenberth «Il fatto è che non riusciamo a dar conto del mancato riscaldamento al momento. Non riuscirci è una farsa», relativa a una discussione sulla necessità di un miglior monitoraggio dei flussi di energia nella variabilità climatica a breve termine.
Molti commentatori, tra i quali l'ex governatrice dell'Alaska Sarah Palin, citarono come evidenza di una falsificazione delle temperature la frase «...ho appena completato il trucco di Mike su Nature... per nascondere il declino», da una mail del 1999 in cui Phil Jones parlava di un grafico per la copertina di un rapporto dell'Organizzazione Meteorologica Mondiale. Il "trucco" si riferiva al metodo pubblicato l'anno prima da Michael E. Mann sulla rivista Nature, in cui l'andamento delle temperature deducibile dalla conformazione degli anelli nel tronco di alcuni alberi siberiani, che mostra un calo nei vent'anni precedenti non corrispondente alle temperature misurate, veniva sostituito con queste ultime. In entrambi i casi si tratta di problematiche ben note e trattate in articoli scientifici pubblicati.
Sempre Phil Jones e i suoi corrispondenti erano stati accusati da David Douglass e John Christy di aver "cospirato" con il redattore di una rivista per bloccare per quasi un anno, fino all'autunno del 2008, la pubblicazione di un loro articolo sulla discrepanza tra la temperatura registrata al suolo, e prevista dai modelli, e quella inferiore registrata nella bassa troposfera ai tropici. In questo modo, Jones e i suoi colleghi ne avrebbero smentito i risultati, pubblicando i propri sulla stessa rivista insieme all'articolo di Douglass e Christy. Tuttavia quest'ultimo era stato anticipato on line dalla rivista nel novembre 2007 ed era già stato criticato per i numerosi errori. Allo stesso modo, frasi di Phil Jones come «piuttosto ridefinisco la peer-review» per impedire la pubblicazione di ricerche a suo avviso scadenti, e minacce di ometterle nei rapporti dell'IPCC, sono ovviamente deprecabili, ma si sono rivelate senza seguito: quelle ricerche sono state poi pubblicate e citate dai rapporti.

### Le indagini
A fine novembre 2009 la polizia del Norfolk confermò che stava «indagando su reati in relazione a un furto di dati all'Università dell'East Anglia» insieme a un'unità specializzata in criminalità informatica della Polizia Metropolitana, all'Information Commissioner's Office e alla National Domestic Extremism Team avvertendo che l'inchiesta avrebbe richiesto parecchio tempo.
In Gran Bretagna, ci sono state tre indagini sul comportamento degli scienziati della CRU. Phil Jones si autosospese durante i lavori delle commissioni e una volta riconosciuto innocente venne nominato direttore della ricerca, cioè senza responsabilità amministrative. Le conclusioni delle indagini furono che la CRU non aveva commesso né frode né altra disonestà scientifica e condivideva dati e metodi come da normale prassi scientifica. Sembrava però avere una "cultura della segretezza" e che non potesse contare sull'aiuto dall'amministrazione dell'Università nel far fronte alle richieste di dati che arrivavano sempre più numerose da parte di estranei al mondo accademico.

### Conclusioni dei rapporti
Il 31 marzo 2010 il rapporto del Comitato per la scienza e la tecnologia della Camera dei Comuni concluse che «...la reputazione scientifica del Professor Phil Jones e della CRU era intatta» e auspicava che l'incidente portasse a migliori rapporti tra la comunità scientifica e il grande pubblico. Il 12 aprile, Il Comitato per la valutazione della scienza presieduto da Lord Oxburgh, richiesto dall'Università dell'East Anglia e selezionato dalla Royal Society, elogiò il lavoro scientifico della CRU e notò che sebbene alcuni dei suoi metodi statistici potrebbero non essere stati i più idonei, era improbabile che metodi migliori producessero differenze significative.
Il rapporto della terza commissione, anch'essa voluta dall'UEA e presidiata da Sir Russell Muir, sottolineò che «...non c'erano dubbi sul rigore e l'onestà» degli scienziati della CRU, ma che insieme all'Università «...non avevano dimostrato l'appropriato livello di trasparenza» e che «...alcune mail avrebbero potuto esser state cancellate per renderle indisponibili nel caso fosse stata inoltrata un'ulteriore richiesta al loro riguardo». L'atteggiamento da "comunità assediata" che prende decisioni "nel retrobottega", ha scritto il settimanale The Economist, non ha giovato all'immagine della ricerca sul clima. Sul rispetto o meno della legge sulla libertà di informazione, il rapporto della commissione Russell Muir concluse che la responsabilità ricadeva più sull'amministrazione universitaria che sulla CRU.
L'Information Commissioner's Office identificò infatti una violazione da parte dell'Università, non sanzionabile poiché il reclamo era giunto dopo il termine di sei mesi previsti dalla legge. Nel rapporto veniva precisato che in ogni caso «...l'autorità per cedere a terzi dati grezzi non pubblicati era di chi li aveva raccolti»; né l'Università né la CRU potevano disporre liberamente dei dati delle temperature raccolti da uffici meteorologici in Gran Bretagna e all'estero. Negli Stati Uniti un'indagine dell'Università statale della Pennsylvania liquidò le accuse mosse a Michael Mann come "prive di sostanza".
In Italia la controversia è stata alimentata dai blog che negano l'influenza delle attività umane sul clima. Riecheggiata dalla stampa nazionale, si è spenta dopo pochi mesi. È invece tornata d'attualità negli Stati Uniti, dopo le elezioni del 2 novembre 2010. Alla Camera, il repubblicano Fred Upton ha annunciato udienze sul Climategate e il senatore repubblicano Ralph Hall, cui spetta presiedere la Commissione per la scienza e la tecnologia, che eserciterà una «...stretta supervisione sull'integrità degli scienziati del clima».